# Papilio ophidicephalus
Papilio ophidicephalus is een vlinder uit de familie van de pages (Papilionidae). De wetenschappelijke naam van de soort is voor het eerst geldig gepubliceerd in 1878 door Charles Oberthür.

## Kenmerken
De bruine vleugels hebben een opvallende oogtekening en lange staarten aan de achtervleugels. Langs de vleugelrand bevinden zich witte vlekjes en over de vleugels loopt een rij witte vlekken. De spanwijdte bedraagt ongeveer 9 tot 13,5 cm.

## Verspreiding en leefgebied
Deze vlindersoort komt voor in Kenia, Tanzania, Congo-Kinshasa, Malawi, Zambia, Zimbabwe en Zuid-Afrika in open plekken in het regenwoud.

## Waardplanten
De waardplanten behoren tot de wijnruitfamilie (Rutaceae).